# دانييل أرزاني
دانييل أرزاني (بالإنجليزية: Daniel Arzani)‏ و (بالفارسية: دنیل ارزانی) هو لاعب كرة قدم أسترالي من أصل إيراني في مركز الوسط المهاجم ولد في يوم 4 يناير 1999 في مدينة خرم آباد في إيران، يلعب حالياً مع نادي سيلتك في اسكتلندا كمعار من نادي ملبورن سيتي وسبق له اللعب مع نادي سيدني إف سي في مرحلة الشباب، في سنة 2018 بدأ باللعب مع منتخب أستراليا لكرة القدم وأختير ضمن التشكيلة الأساسية للمنتخب الأسترالي في بطولة كأس العالم 2018 في روسيا.
هو أصغر لاعب من اللاعبين المشاركين في كأس العالم 2018.

## روابط خارجية
- دانييل أرزاني على موقع IMDb (الإنجليزية)
- دانييل أرزاني على موقع الاتحاد الدولي (مؤرشف)  (الإنجليزية)
- دانييل أرزاني على موقع الاتحاد الأوربي (الإنجليزية)
- دانييل أرزاني على موقع قاعدة بيانات كرة القدم.إي يو (الإنجليزية)
- دانييل أرزاني على موقع ناشيونال فوتبول تيمز (الإنجليزية)
- دانييل أرزاني على موقع Soccerbase.com (لاعب) (الإنجليزية)
- دانييل أرزاني على موقع Soccerway.com (الإنجليزية)
- دانييل أرزاني على موقع عالم كرة القدم.نت (الإنجليزية)
- دانييل أرزاني على موقع أوليمبيديا (الإنجليزية)
- دانييل أرزاني على موقع AS.com (الإسبانية)